# 375303 Ikerjiménez
375303 Ikerjiménez è un asteroide della fascia principale. Scoperto nel 2008, presenta un'orbita caratterizzata da un semiasse maggiore pari a 2,787738 UA e da un'eccentricità di 0,202080, inclinata di 13,307990° rispetto all'eclittica.
Fa parte della famiglia di asteroidi Ino.
L'asteroide è dedicato a Iker Jiménez, divulgatore scientifico spagnolo.